# Les Démons du maïs 2
Série Les Démons du maïs
Les Démons du maïs
(1984) Les Démons du maïs 3
(1994)
Pour plus de détails, voir Fiche technique et Distribution.
Les Démons du maïs 2 : Le Sacrifice final (Children of the Corn 2: The Final Sacrifice) est un film américain réalisé par David F. Price, sorti en 1992.

## Synopsis
Après les macabres découvertes qui avaient mis en émoi la petite ville de Gatlin, le journaliste John Garrett se rend sur les lieux, espérant relancer sa carrière grâce à ce terrifiant fait divers. Il s'installe avec son fils Danny chez Angela, propriétaire du Bed & Breakfast local. Micah, un orphelin recueilli par Angela, relance le sanguinaire culte du maïs : à nouveau, des adultes sont assassinés dans d'horribles conditions...

## Fiche technique
- Titre original : Children of the Corn 2: The Final Sacrifice
- Titre français : Les Démons du maïs 2 : Le Sacrifice final
- Réalisation : David F. Price
- Scénario : A.L. Katz & Gilbert Adler (en), d'après la nouvelle Children of the Corn de Stephen King
- Musique : Daniel Licht
- Photographie : Levie Isaacks
- Montage : Barry Zeltin
- Production : Scott A. Stone & David Stanley
- Sociétés de production : Corn Cobb Productions, Dimension Films, Fifth Avenue Entertainment & Trans Atlantic Entertainment
- Société de distribution : Dimension Films
- Pays :  États-Unis
- Langue : Anglais
- Format : Couleur - Ultra Stéréo - 35 mm - 1.85:1
- Genre : Horreur
- Durée : 94 min
- interdit aux moins de 12 ans

## Distribution
- Terrence Knox (VF : Daniel Russo) : John Garrett
- Paul Scherrer (VF : Ludovic Baugin) : Danny Garrett
- Ryan Bollman (VF : Bertrand Liebert) : Micah
- Christie Clark (VF : Stéphanie Murat) : Lacey Hellerstat
- Rosalind Allen (VF : Déborah Perret) : Angela Casual
- Ned Romero (VF : Jean-Claude Michel) : Frank Redbear
- Wallace Merck (VF : Richard Leblond) : Le shérif Blaine
- Ed Grady : Dr. Richard Appleby
- Marty Terry : Mme Burke / Mme West
- John Bennes : Le révérend Hollings
- Robert C. Treveiler : Wayde McKenzie
- Leon Pridgen : Bobby Knite
- Joe Inscoe : David Simpson
- Kellie Bennett : Mary Simpson